# Cannabis en Uruguay

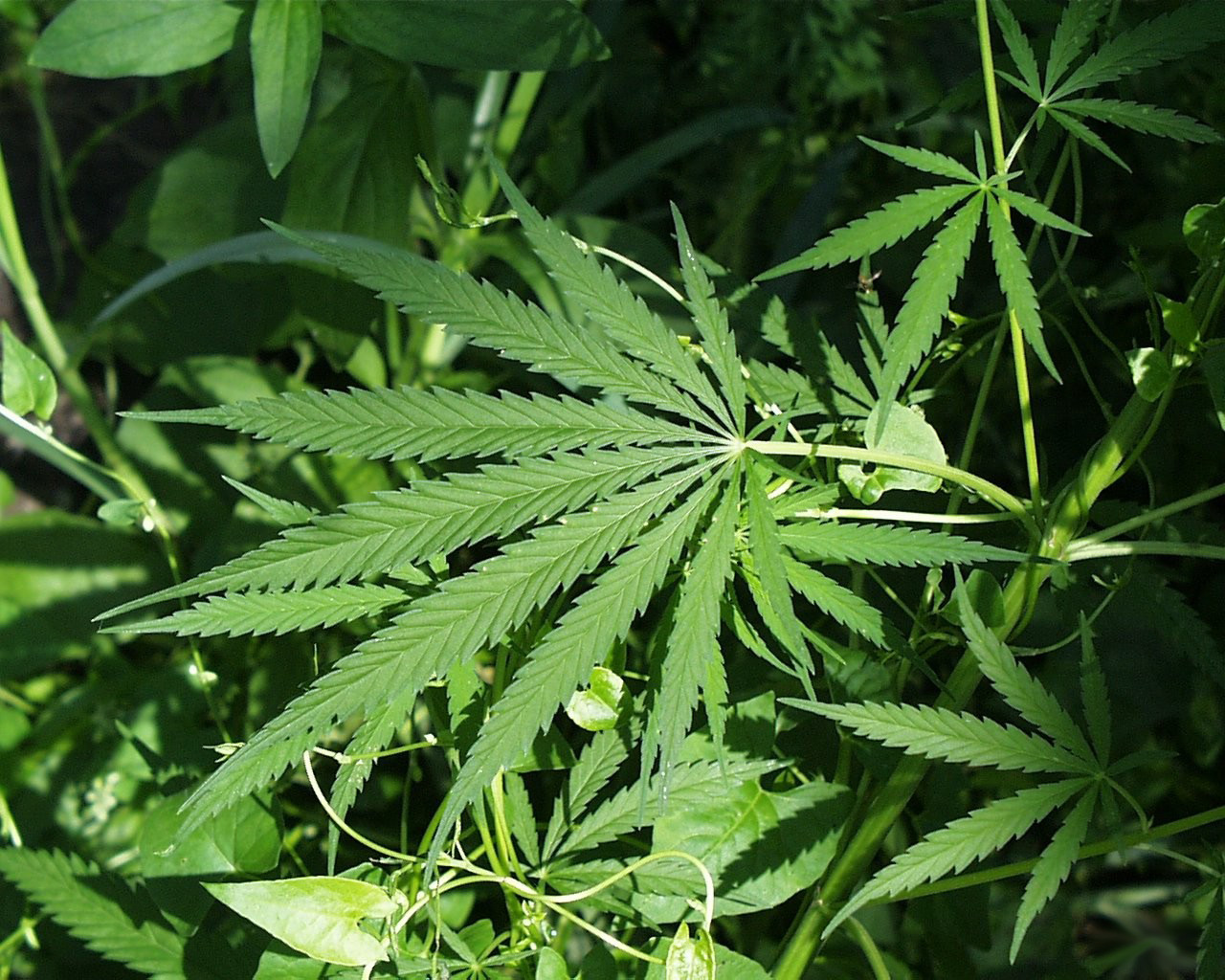
Una fotografía de una planta de cannabis.

El cannabis en Uruguay es legal desde el 10 de diciembre de 2013, cuando se aprobó una ley para regular el mercado en torno a esta planta, su producción y comercialización (ambas controladas por el Estado), su tenencia y los usos recreativos y medicinales de la marihuana, así como también las utilizaciones con fines industriales. Con esta ley, Uruguay se convirtió en el primer país del mundo en legalizar la venta y el cultivo de marihuana plenamente, además dio limitaciones a sus habitantes para que pudieran plantar y consumir 10 gr semanal libremente.

## Historia
Las primeras legislaciones en Uruguay respecto a la regulación del uso de drogas fueron establecidas por la ley 9.155 de 4 de diciembre de 1933, la cual promulgó el Código Penal que definió:

Artículo 223. Comercio de la coca, opio o sus derivados.

El que, fuera de las circunstancias previstas reglamentariamente, ejerciere el comercio de substancias estupefacientes, tuviere en su poder o fuere depositario de las mismas, será castigado con seis meses de prisión a cinco años de penitenciaría.

El 11 de septiembre de 1937 se votó la ley 9.692 que adecuó la legislación interna a los compromisos adquiridos por Uruguay a nivel internacional en instancias como la Convención Internacional del Opio que tuvo lugar en La Haya en 1912, las conferencias para la limitación de la fabricación de estupefacientes realizadas en Ginebra en los años 1925, 1931 y 1932 que culminaron en el Convenio para la supresión del tráfico ilícito de drogas nocivas.
Por el decreto-ley 14 294 de 1974 se derogó la ley 9 692 de 1937, se reguló la comercialización y uso de drogas y se establecieron medidas contra su comercio ilícito. Esta ley definió —con algunas excepciones como la investigación o uso medicinal— que la plantación, tráfico o posesión de cannabis sería penada con cárcel, salvo las personas que tuvieran una cantidad mínima destinada exclusivamente para consumo personal. En 1998 se promulgó la ley 17 016 que estableció cambios al decreto ley de 1974 y que constituyó hasta el año 2013 la legislación vigente respecto al uso de cannabis. La misma establecía que el consumo es legal, así como su posesión cuando las cantidades fueran para consumo personal. No obstante, a pesar de permitir el consumo, la ley prohibía todo tipo de producción y comercialización.

## Debate sobre la legalización de la venta

### Comienzos del debate
Ya a fines del año 2010 el entonces diputado Luis Lacalle Pou había presentado un proyecto de ley que legalizaba el auto-cultivo de marihuana, siendo éste el primer proyecto.  En junio de 2012, el gobierno anunció un proyecto de ley para la legalización del comercio del cannabis, que estaría regulado y controlado por el Estado. Las organizaciones sociales que luchan por la legalización acotaron al debate que es necesaria la incorporación del autocultivo en los proyectos de ley. Este proyecto de legalización mereció comentarios en todo el mundo, incluyendo a la BBC y la revista estadounidense Time. También fue elogiado por el premio Nobel de literatura Mario Vargas Llosa como una «decisión valerosa». Y hasta la selecta revista Monocle expresó su admiración por el audaz paso decidido por el presidente José Mujica.
El 8 de agosto de 2012 el Poder Ejecutivo remitió al parlamento para su aprobación un proyecto de ley que establece que el Estado «asumirá el control y la regulación de las actividades de importación, producción, adquisición a cualquier título, almacenamiento, comercialización, y distribución de marihuana o sus derivados».
Se considera que el debate político de este sensible tema se extenderá hasta el año 2013.

«El verdadero problema no es la marihuana, sino el narcotráfico».
José Mujica, 2 de junio de 2013.

### Campañas
En el 2012, se lanza la campaña informativa Una Legislación Más Clara y Más Justa.
En 2013, se realiza la campaña Uruguay por la Regulación Responsable de la Marihuana. Se organizó la Marcha Mundial de la Marihuana en 2013, por la Coordinadora Nacional por la Regulación del Cannabis en Uruguay.
El diputado frenteamplista Darío Pérez había presentado reparos al proyecto, solicitando modificaciones en lo referente a políticas educativas.
Si bien en un principio dos diputados colorados se manifestaron favorables a aprobar el proyecto en su totalidad o en parte, Vamos Uruguay (sublema mayoritario del Partido Colorado) aprobó una resolución por 14 votos contra 3 declarando el tema «asunto político» y mandatando a sus legisladores a no votarlo ni en general ni en artículos puntuales.

### Apoyos y detracciones
En el país diferentes personas en los ámbitos de la salud, el derecho, la ciencia, la cultura y académicos, apoyan la despenalización del cultivo. Algunos de los políticos son Luis Lacalle Pou, Fernando Amado, Pablo Mieres, Daniel Radio, Daisy Tourné, Constanza Moreira, Daniel Martínez, Mariano Arana, Sebastián Sabini y Eduardo Lorier, aunque no todos apoyan la ley aprobada.
Entre las figuras de la cultura que apoyan la despenalización del cultivo se encuentran Omar Gutiérrez, José María López Mazz, Fernando Tetes, los músicos Jorge Schellemberg, Martín Buscaglia, Jorge Drexler, Jorge Nasser, Martín y Andrés Ibarburu, el director Gabriel Calderón, el abogado Leonardo Costa, los actores Jorge Temponi, Petru Valensky y Gabriela Iribarren, la cantante Maia Castro, la doctora especialista en drogas Raquel Peyraube, el fotógrafo Juan Ángel Urruzola y el murguista Diego Cristófalo.
También las agrupaciones: Asociación de Estudios sobre el Cannabis de Uruguay (AECU),  y Uruguay por la Regulación Responsable de la Marihuana, que está integrada por colectivo Ovejas Negras, Cotidiano Mujer, El Abrojo, IELSUR, MYSU, PIT-CNT, PRODERECHOS, REDES Amigos de la Tierra Uruguay y SERPAJ Uruguay.
En el 7 de agosto de 2013, el expresidente Tabaré Vázquez se manifestó a favor del proyecto.

Entre los detractores en el tema se encuentran los políticos Verónica Alonso, Ana Lía Piñeyrúa, Javier García Duchini, Eber Da Rosa y Jorge Larrañaga.
A nivel internacional el proyecto recibió apoyos de varias personas como el escritor Mario Vargas Llosa, el secretario general de la Organización de Estados Americanos (OEA), José Miguel Insulza, George Soros,  los expresidentes Vicente Fox y Fernando Henrique Cardoso. También los músicos Juanes y Steven Tyler.
Luego de aprobado el proyecto, la Oficina de la ONU contra la Droga y el Delito (UNODC) afirmó que Uruguay "ha violado los tratados internacionales" al legalizar la producción, venta y consumo. Dijo también que el país "no ha tomado en cuenta la dimensión del impacto en la salud del uso de la droga". La UNODC recordó que Uruguay es miembro de la Convención sobre Estupefacientes de 1961. "El órgano legislativo que ha apoyado leyes y acuerdos internacionales y un gobierno que es socio activo en la cooperación internacional y en el mantenimiento del estado de derecho decidió romper las provisiones legales acordadas universalmente" manifestó Raymond Yans, presidente de la Junta Internacional de Fiscalización de Estupefacientes.

### Aprobación de la ley del 2013
El 4 de julio de 2013, la Comisión de Adicciones de la cámara de diputados aprobó por 7 votos en 13 el proyecto de ley modificado que prevé que las farmacias puedan vender hasta 40 g de inflorescencias de cannabis por persona por mes, también posibilitando el autocultivo por parte de individuos (un máximo de 6 plantas hembra no excediendo los 440 g anuales) o de clubes de consumidores (con un máximo dependiente del número de socios). Asimismo se estipula la regulación de permisos a empresas privadas para cultivo de marihuana psicoactiva orientado al uso medicinal o recreativo, cultivo de cáñamo para usos industriales (producción de papel, textiles o combustibles, entre otros) y cultivo con fines de investigación. Esta aprobación permite que la discusión del proyecto se traslade a la Cámara de Representantes del Poder Legislativo.
En la noche del 31 de julio de 2013, se aprobó en la Cámara de Diputados el proyecto que legaliza la venta y autocultivo de marihuana con 50 votos a favor, 46 en contra y 3 ausencias (los tres diputados colorados que se opusieron a que el tema se declarase «asunto político»).
El martes 10 de diciembre de 2013, el Senado aprobó la ley 19.172  con 16 votos a favor de parte de los senadores del Frente Amplio y con 13 votos en contra de parte del partido Nacional y Colorado.
La ley fue promulgada por el Poder Ejecutivo el 24 de diciembre. El decreto de reglamentación de la ley se publicó en mayo de 2014.
Sigue prohibido conducir bajo efectos de marihuana. No se podrá fumar en el trabajo o estando a la orden del empleador. Ni en espacios cerrados, deportivos o educativos.

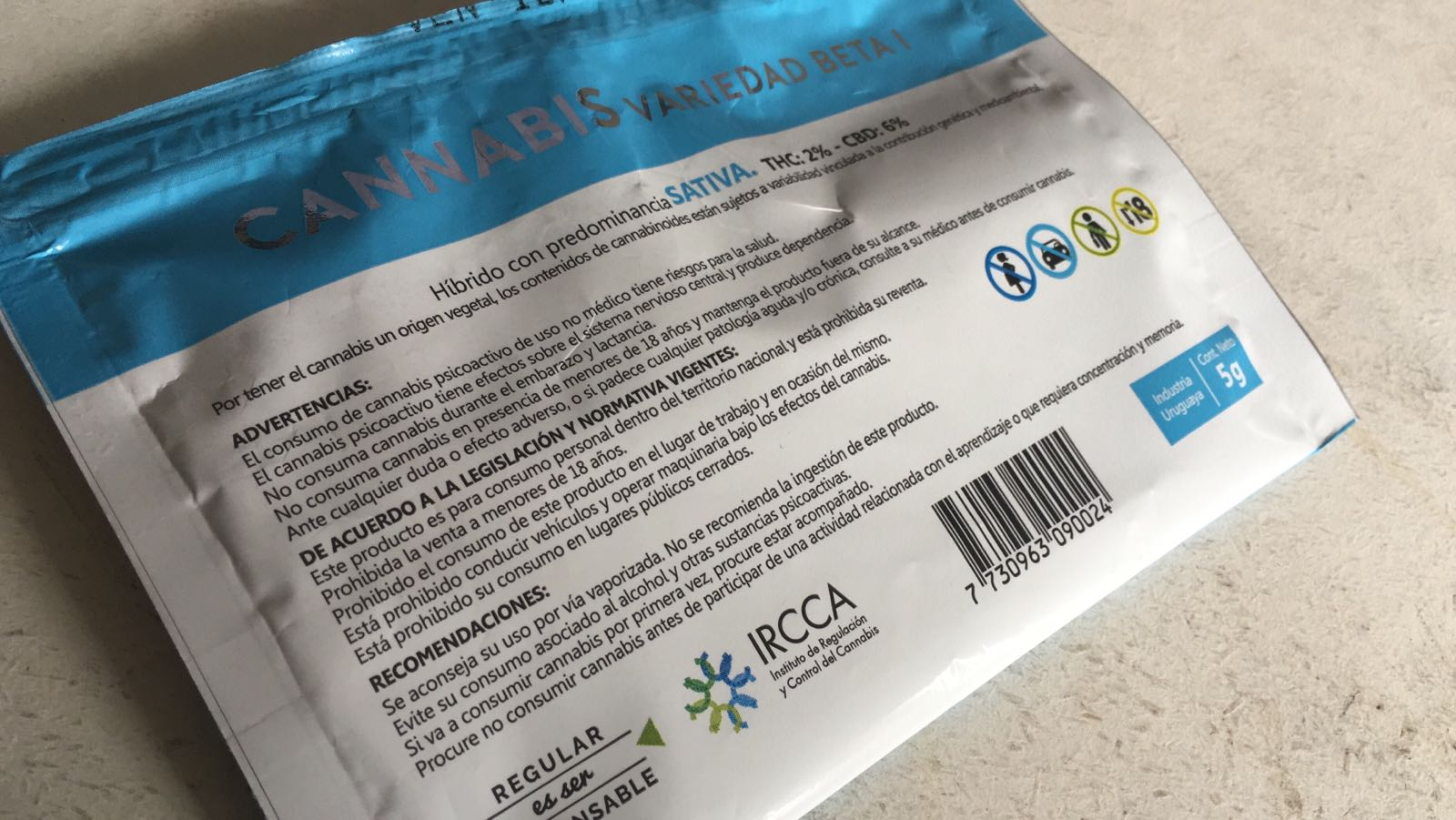
Paquete de cannabis variedad beta l.

Se creó un organismo estatal, el Instituto de Regulación y Control del Cannabis (IRCCA), que dependerá del Ministerio de Salud Pública y que emitirá licencias y asumirá el control  y la regulación de las actividades de importación, producción, adquisición a cualquier título, almacenamiento, comercialización y distribución de la marihuana o sus derivados.

## Distribución y Consumo
A partir de 2016, los ciudadanos o residentes del país mayores de 18 años, previo registro, pueden adquirirla en: 
- farmacias autorizadasː hasta 10 gramos por semana, con una tenencia máxima de 40 gramos;
- autocultivoː están permitidas hasta seis plantas y un máximo de 480 gramos por cosecha al año,
- clubes cannábicosː se podrá cultivar en clubes con membresía (con mínimo de 15 socios y un máximo de 45).

Asimismo se podrá cultivar también con fines científicos y de uso medicinal.
En 2018, dos años después de la implementación completa de las tres vías de acceso legales (autocultivo registrado, club cannábico y compra en farmacia), una encuesta nacional revela que casi una de cada tres personas que consumieron en los últimos 12 meses obtuvo la marihuana, directa o indirectamente, por alguna de estas tres vías reguladas establecidas. En contrapartida, la compra al narcotráfico clásico (dominado por el prensado de origen paraguayo) pasó del 58% en 2014 al 11% en el 2018 representando de esta manera una disminución significativa. Se consideran unos dato positivo dado el poco tiempo de funcionamiento del nuevo sistema. El informe también revela que la prevalencia en el consumo de cannabis aumentó desde la encuesta anterior en 2014, aunque no de manera significativamente distinta al aumento que ya se venía registrando desde el inicio de la serie de estudios en 2001. Cabe destacar también que el consumo problemático de marihuana se mantuvo estable al 16% de los encuestados.
En materia de adhesión al sistema, en 2018 había 35.216 personas registradas por el sistema legal en alguna de sus tres vertientes. Se cree que cada autocultivado y cada socio de un club cannábico comparten su marihuana con al menos otro consumidor, por lo que la cifra de gente integrada al sistema es mayor. 
El informe de 2018 del Instituto de Regulación y Control del Cannabis sostiene que el mercado regulado podría alcanzar al 54% de los usuarios de marihuana. 
Otros cálculos indican que en 2018 un 20% de los registrados ya logran abastecerse de forma regular. 
En 2018, 147.000 uruguayos de entre 18 y 65 años consumen marihuana. Un tercio de ellos fuma la hierba todas las semanas, otro tercio la consume una vez al mes y el restante solo alguna vez al año. El 20% de los adolescentes también consumía marihuana en 2014.
Varios departamentos del país aun no tienen un expendio de marihuana.

### Venta controlada
Las farmacias ofrecen un producto estandarizado, disponible como "Alfa 1" o "Beta 1". 
El THC, la principal sustancia psicoactiva del cannabis, en los sobres de las farmacias no debe superar el 9%. En menor medida, la producción artesanal de los auto-cultivadores, puede alcanzar un THC del 20%.
Cuando la venta comenzó en julio de 2017 había 4,959 inscritos para comprar en las farmacias. En 2018 sube a 24,117.
En 2017 las cuentas bancarias vinculadas a la producción y distribución de marihuana fueron clausuradas por normativas extranjeras, reduciendo a 12 las farmacias distribuidoras.
En 2019 15 farmacias tenían permiso, y 3 más lo solicitaron. La marihuana legal se vende en forma de "cogollos" (flores de la planta desecada) a unos u$s1,30 el gramo; en el mercado negro su precio se duplica, aunque también se vende el prensado paraguayo -ilegal- al mismo precio de USD 1,30, de calidad muy inferior al "cogollo".
De acuerdo a datos del año 2017, no obstante la legalidad que rige desde el año 2013, la cantidad de marihuana ilegal que se sigue incautando por parte de la policía es similar a años anteriores a la legalización.

## Encuestas
Las diversas encuestas mostraron un rechazo significativo al tratarse la ley, un 58-66% de los uruguayos se oponía a la legalización de la venta de marihuana, cifra que se redujo considerablemente al punto de que la mayoría aprueba la ley en 2022.
Según encuestas del año 2017 un 44% aprueba la regularización de la marihuana.
| Encuestas de opinión                                             |              |                                           |                                                                 |
| Tipo de encuesta                                                 | Fuente       | Fecha                                     | Resultados                                                      |
| Legalización de la venta de marihuana                            | CIFRA        | Entre el 30 de junio y 8 de julio de 2012 | En desacuerdo: 66%, de acuerdo: 24%, neutro/no opina: 10%       |
| Legalización del cultivo y venta de marihuana                    | CIFRA        | Entre el 10 y 21 de julio de 2013         | En desacuerdo: 63%, de acuerdo: 26%, neutro/no opina: 11%       |
| Grado de acuerdo con el proyecto de regulación de la marihuana   | Equipos Mori | Entre el 26 y 31 de julio de 2013         | En desacuerdo: 58%, de acuerdo: 27%, neutro/no opina: 15%       |
| Grado de acuerdo con la venta de marihuana con fines medicinales | Equipos Mori | Entre el 26 y 31 de julio de 2013         | En desacuerdo: 18%, de acuerdo: 74%, neutro/no opina: 8%        |
| Legalización del cultivo y venta de marihuana                    | CIFRA        | Entre el 15 y 24 de agosto de 2013        | En desacuerdo: 61%, de acuerdo: 28%, neutro/no opina: 11%       |
| Legalización de la venta de marihuana                            | Factum       | Julio, agosto y septiembre de 2013        | En desacuerdo: 63%, de acuerdo: 29%, neutro/no opina: 8%        |
| Opinión respecto a la ley de regulación del mercado de cannabis  | Equipos Mori | Diciembre de 2013                         | En desacuerdo: 66%, de acuerdo: 24%, neutro/no opina: 10%       |
| Opinión respecto a la ley de regulación del mercado de cannabis  | Factum       | Diciembre de 2017                         | En desacuerdo: 41,4%, de acuerdo: 44,3%, neutro/no opina: 14,2% |
| Opinión respecto a la ley de regulación del mercado de cannabis  | CIFRA        | Septiembre 2022                           | En desacuerdo: 45%, de acuerdo: 48%, neutro/no opina: 7%        |

## En la cultura popular
- La película uruguaya de 2021 Mateína, con su retrato de un país donde se ha prohibido el consumo de yerba mate, sirve de alegoría a la prohibición mundial de consumo de cannabis.[73]